# Taenogera gracilis
Taenogera gracilis är en tvåvingeart som beskrevs av Mann 1928. Taenogera gracilis ingår i släktet Taenogera och familjen stilettflugor. Inga underarter finns listade i Catalogue of Life.